# Hoàng Văn Nghiên
Hoàng Văn Nghiên (sinh năm 1941) là một Tiến sĩ, chính khách Việt Nam, nguyên Đại biểu Quốc hội nước Cộng hòa Xã hội Chủ nghĩa Việt Nam; nguyên Ủy viên Ban Chấp hành Trung ương Đảng Cộng sản Việt Nam; nguyên Chủ tịch Ủy ban nhân dân thành phố Hà Nội.

## Tiểu sử
Hoàng Văn Nghiên, sinh ngày 18 tháng 1 năm 1941; Quê quán xã Nam Toàn, huyện Nam Trực, tỉnh Nam Định.
- Học hết cấp 3 phổ thông, nhập ngũ Quân đội nhân dân Việt Nam, vào Binh chủng Thông tin liên lạc.
- Năm 1962, Sinh viên Đại học Bách Khoa Hà Nội, Khoa Vô tuyến điện. Và được giữ lại trường làm giảng viên.
- Năm 1973, đi nghiên cứu sinh ở Ba Lan. Tốt nghiệp về nước làm Chủ nhiệm Khoa Điện tử Trường Đại học Bách khoa Hà Nội.
- Năm 1984, Chủ trì Luận chứng thành lập Công ty Điện tử Hà Nội (Hanel); được cử làm Giám đốc Công ty Điện tử Hà Nội.
- Năm 1994, từ một giám đốc doanh nghiệp nhà nước của Hà Nội trở thành Chủ tịch Ủy ban nhân dân thành phố Hà Nội.
- Ủy viên Ban Chấp hành Trung ương Đảng Cộng sản Việt Nam khóa VII, VIII, IX.[1]

## Sự kiện nhà công vụ
Nhân vụ ông Trần Văn Truyền chỉ trả lại nhà công vụ khi Ủy ban Kiểm tra Trung ương tham dự điều tra những sai phạm của ông, nhiều đại biểu Quốc hội đã lên tiếng yêu cầu rà soát lại những trường hợp các quan chức đã về hưu nhưng không chịu trả lại nhà công vụ. Trong số này cũng có ông Hoàng Văn Nghiên. Ông đã nghỉ hưu 8 năm nhưng vẫn không chịu trả lại căn biệt thự số 12 Nguyễn Chế Nghĩa mặc dù không ở, nhưng vẫn để lại cho con trai ở.

Trao đổi qua điện thoại với Báo Người Lao động sáng ngày 4-12, ông Hoàng Văn Nghiên nói: "Tôi chả có việc gì để nói chuyện cả. Tôi có làm gì đâu mà chuyện với trò. Nguyện vọng của tôi, tôi đã nói với chính quyền từ 10 năm nay rồi, còn bây giờ chả có gì để nói cả. Sống đàng hoàng thì chả phải nói gì với ai".
Tháng 7/2013, ông Hoàng Văn Nghiên đề nghị với Sở Xây dựng, Công ty Quản lý và Phát triển nhà đề xuất thành phố mua đất xây biệt thự tại Khu đô thị Nam Thăng Long (Ciputra) để ông thuê ở, thì ông mới chịu trả nhà.
Ngày 5/12/2014 ông Nghiên đã có thư gửi gửi Sở Xây dựng và Ủy ban nhân dân TP Hà Nội xin trả lại ngôi biệt thự với lý do là "vụ việc xảy ra đã kéo dài" và "ít nhiều ảnh hưởng đến công việc chung của thành phố" sau tám năm tranh cãi.